# Star Clipper
El MS Star Clipper fue un granelero de propiedad noruega construido por Kockums en Malmö, Suecia, en 1968. Chocó contra un puente en 1980. En 1981 fue vendido y su nombre cambió a Star Lanao. Fue desguazado en la India en 1986.

## Accidente

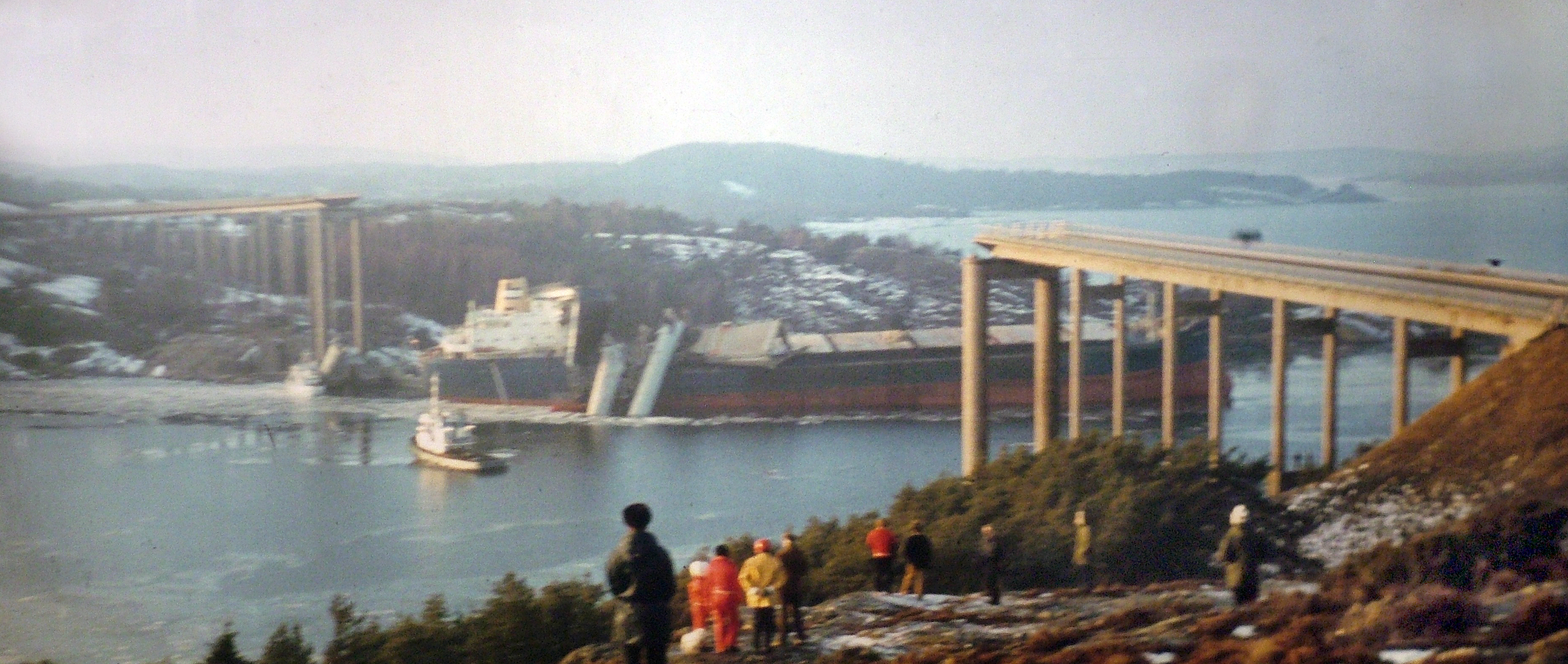
El Star Clipper tras el choque contra el puente, en 1980.

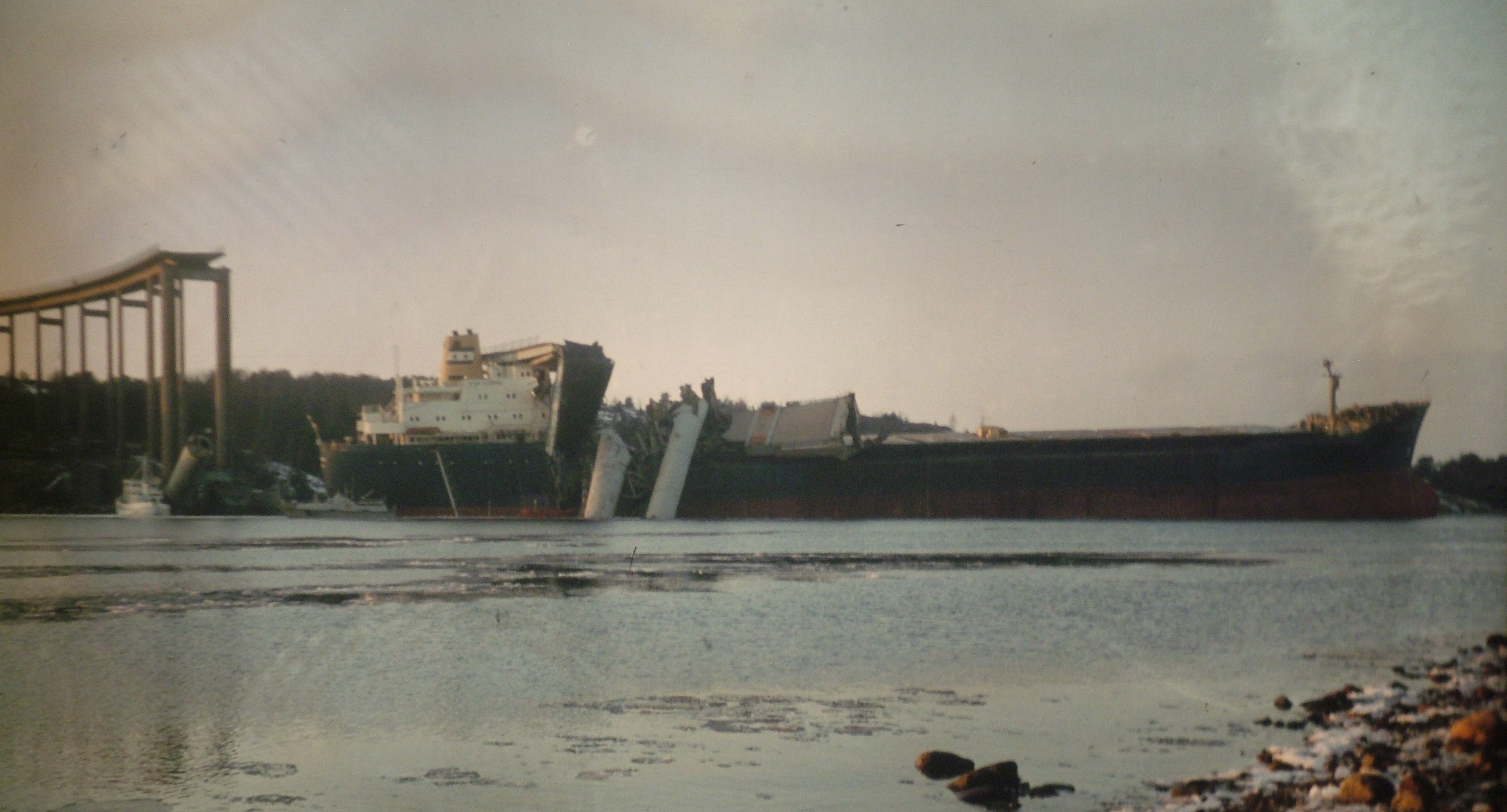
El Star Clipper, accidentado, en 1980.

Se le conoce sobre todo por haber provocado el desastre del puente de Almö (que conecta la isla de Tjörn con el continente sueco) el 18 de enero de 1980. En medio de una espesa niebla, se desvió demasiado de la línea central al pasar por la ensenada de Uddevalla. Su superestructura golpeó la mitad occidental del arco del puente, derrumbando el vano principal. 
La calzada cayó encima del buque, destruyendo el puente de mando pero sin causar víctimas a bordo. Sin embargo, 8 automovilistas murieron como consecuencia del colapso y por salirse de la calzada hacia el fiordo debido a la densa niebla que ocultaba el vano principal colapsado desde las rampas de aproximación.